# سیکمور (کارولینای جنوبی)
سیکمور(به انگلیسی: Sycamore) شهری در ایالت کارولینای جنوبی کشور ایالات متحده آمریکا است که جمعیت آن در سرشماری سال ۲۰۱۰ میلادی، ۱۸۰ نفر بوده‌است.